# UFC Fight Night: Swanson vs. Lobov
UFC Fight Night: Swanson vs. Lobov (também conhecido como UFC Fight Night 108) foi um evento de artes marciais mistas (MMA) produzido pelo Ultimate Fighting Championship, realizado no dia 22 de abril de 2017, na Bridgestone Arena, em Nashville, Tennessee.

## Background
Uma luta no peso-pena entre Cub Swanson e Artem Lobov é esperada para encabeçar o evento.
Um combate no peso-meio-médio entre o ex- desafiante ao Cinturão Peso-Médio do UFC, Demian Maia e Jorge Masvidal, foi originalmente almejado para encabeçar este evento. No entanto, no final de fevereiro, foi anunciado que a luta havia sido transferida para o UFC 211.
Na pesagem, Marcos Rogério de Lima bateu 210 libras (95,2 kg), quatro libras (1,8 kg) acima do limite do peso-meio-pesado, que é de 206 libras (93,4 kg). Como resultado, ele foi multado em 30% de sua bolsa, que vai para o seu adversário, Ovince Saint Preux, e a luta irá prosseguir no card, mas em peso-casado.

## Bônus da Noite
- Luta da Noite:  Cub Swanson vs.  Artem Lobov
- Performance da Noite:  Mike Perry e  Brandon Moreno